# Mistrzostwa Świata w Piłce Nożnej 2018 (eliminacje strefy AFC)/Grupa 1

## Grupa 1
| Lp. | Drużyna                      | M | Mecze | Mecze | Mecze | Bramki | Bramki | Bramki | Pkt |
| Lp. | Drużyna                      | M | W     | R     | P     | +      | −      | +/−    | Pkt |
| --- | ---------------------------- | - | ----- | ----- | ----- | ------ | ------ | ------ | --- |
| 1.  | Arabia Saudyjska             | 8 | 6     | 2     | 0     | 28     | 4      | +24    | 20  |
| 2.  | Zjednoczone Emiraty Arabskie | 8 | 5     | 2     | 1     | 27     | 4      | +23    | 17  |
| 3.  | Palestyna                    | 8 | 4     | 2     | 2     | 24     | 5      | +19    | 14  |
| 4.  | Malezja                      | 8 | 2     | 0     | 6     | 7      | 29     | −22    | 6   |
| 5.  | Timor Wschodni               | 8 | 0     | 0     | 8     | 0      | 44     | −44    | 0   |

## Mecze
| 11 czerwca 2015 14:45 CEST | Malezja · Safee 34' | 3:0 (walkower)Raport | Timor Wschodni · 90+3' Saro | Stadion Narodowy Bukit Jalil, Kuala Lumpur Widzów: 5000 Sędzia: Abdulrahman Al-Jassim |
|                            |                     |                      |                             |                                                                                       |

| 11 czerwca 2015 20:00 CEST | Arabia Saudyjska · Al-Shehri 6' · Al-Sahlawi 47', 90+3' | 3:2(1:0)Raport | Palestyna · 51' Tamburrini · 90+2' Jadue | Prince Mohamed bin Fahd Stadium, Ad-Dammam Widzów: 4820 Sędzia: Jarred Gillett |
|                            |                                                         |                |                                          |                                                                                |

| 16 czerwca 2015 10:00 CEST | Timor Wschodni | 0:3 (walkower)Raport | Zjednoczone Emiraty Arabskie · 80' O. Abdulrahman | Stadion Shah Alam, Shah Alam (Malezja) Widzów: 200 Sędzia: Ma Ning |
|                            |                |                      |                                                   |                                                                    |

| 16 czerwca 2015 14:45 CEST | Malezja | 0:6(0:3)Raport | Palestyna · 9' Al-Batat · 22', 75' Maraaba · 41', 89' Seyam · 63' Yousef | Stadion Narodowy Bukit Jalil, Kuala Lumpur Widzów: 3000 Sędzia: Kim Sang-woo |
|                            |         |                |                                                                          |                                                                              |

| 3 września 2015 17:15 CEST | Zjednoczone Emiraty Arabskie · Salem 16' · Mabkhout 22', 33', 75' · Khalil 24', 29', 71', 78' · Fardan 25' · Ahmed 39' | 10:0(7:0)Raport | Malezja | Malab Muhammad ibn Zajid, Abu Zabi Widzów: 7822 Sędzia: Abdulrahman Al-Jassim |
|                            | |                 |         |                                                                               |

| 3 września 2015 19:40 CEST | Arabia Saudyjska · Al-Shehri 2' · Al-Sahlawi 23' (k), 26', 71' · Al-Faraj 30' · Al-Jassim 32' · Al-Muwallad 74' | 3:0 (walkower)Raport | Timor Wschodni | King Abdullah Sports City, Dżudda Widzów: 11 000 Sędzia: Timur Faizullin |
|                            | |                      |                |                                                                          |

| 8 września 2015 14:45 CEST | Malezja · Rahim 70' | 0:3 (walkower)Raport | Arabia Saudyjska · 73' Al-Jassim · 76' Al-Sahlawi | Stadion Shah Alam, Kuala Lumpur Widzów: 10 000 Sędzia: Liu Kwok Man |
|                            |                     |                      |                                                   |                                                                     |

| 8 września 2015 16:00 CEST | Palestyna | 0:0(0:0)Raport | Zjednoczone Emiraty Arabskie | Malab Fajsal al-Husajni, Ar-Ram Widzów: 15 000 Sędzia: Ali Sabah Adday Al-Qaysi |
|                            |           |                |                              |                                                                                 |

| 8 października 2015 09:00 CEST | Timor Wschodni · Saro 54' | 0:3 (walkower)Raport | Palestyna · 90+2' Abu Nahyeh | Stadion Narodowy, Dili Widzów: 2000 Sędzia: Kim Dong-jin |
|                                |                           |                      |                              |                                                          |

| 8 października 2015 19:00 CEST | Arabia Saudyjska · Al-Sahlawi 44', 90' (k) | 2:1(1:1)Raport | Zjednoczone Emiraty Arabskie · 18' Khalil | King Abdullah Sports City, Dżudda Widzów: 32 482 Sędzia: Muhammad Taqi Aljaafari Bin Jahari |
|                                |                                            |                |                                           |                                                                                             |

| 13 października 2015 09:00 CEST | Timor Wschodni | 0:3 (walkower)Raport | Malezja · 10' Amri | Stadion Narodowy, Dili Widzów: 2500 Sędzia: Nivon Gamini |
|                                 |                |                      |                    |                                                          |

| 9 listopada 2015 15:00 CET | Palestyna | 0:0(0:0)Raport | Arabia Saudyjska | Amman International Stadium, Amman (Jordania) Widzów: 10 000 Sędzia: Adham Makhadmeh |
|                            |           |                |                  |                                                                                      |

| 12 listopada 2015 15:15 CET | Zjednoczone Emiraty Arabskie · Mabkhout 15', 21' · Khalil 43', 53' (k), 56', 58' · Ali 54' · Al Hasmi 87' | 8:0(3:0)Raport | Timor Wschodni | Malab Muhammad ibn Zajid, Abu Zabi Widzów: 7870 Sędzia: Mohsen Torky |
|                             | |                |                |                                                                      |

| 12 listopada 2015 15:00 CET | Palestyna · Cantillana 37' · Abu Nahyeh 38', 45', 58' · Seyam 88' · Ihbeisheh 90+1' | 6:0(3:0)Raport | Malezja | Amman International Stadium, Amman (Jordania) Widzów: 9772 Sędzia: Ahmed Al-Kaf |
|                             |                                                                                     |                |         |                                                                                 |

| 17 listopada 2015 08:00 CET | Timor Wschodni | 0:10(0:4)Raport | Arabia Saudyjska · 30' (k), 42', 56' (k), 71', 88' Al-Sahlawi · 33' Os. Hawsawi · 35' Al-Shehri · 85' Al-Jassim · 90' Hazazi · 90+2' Al-Muwallad | Stadion Narodowy, Dili Widzów: 2000 Sędzia: Hettikamkanamge Perera |
|                             |                |                 | |                                                                    |

| 17 listopada 2015 13:45 CET | Malezja · Baddrol 59' | 1:2(0:1)Raport | Zjednoczone Emiraty Arabskie · 22' O. Abdulrahman · 52' Khalil | Stadion Shah Alam, Shah Alam Widzów: 0 Sędzia: Masaaki Toma |
|                             |                       |                |                                                                |                                                             |

| 24 marca 2016 16:00 CET | Zjednoczone Emiraty Arabskie · Al-Hammadi 32' · Khalil 60' (k) | 2:0(1:0)Raport | Palestyna | Malab Muhammad ibn Zajid, Abu Zabi Widzów: 15 822 Sędzia: Ben Williams |
|                         |                                                                |                |           |                                                                        |

| 24 marca 2016 18:30 CET | Arabia Saudyjska · Al-Sahlawi 50' · Al-Jassim 74' | 2:0(0:0)Raport | Malezja | King Abdullah Sports City, Dżudda Widzów: 34 839 Sędzia: Kim Dong-jin |
|                         |                                                   |                |         |                                                                       |

| 29 marca 2016 16:00 CEST | Palestyna · Ihbeisheh 2' · Cantillana 18', 66' · Pinto 32', 39' · Awad 77' · Bahdari 90' | 7:0(4:0)Raport | Timor Wschodni | Dora International Stadium, Hebron Widzów: 6000 Sędzia: Hettikamkanamge Perera |
|                          |                                                                                          |                |                |                                                                                |

| 29 marca 2016 17:00 CEST | Zjednoczone Emiraty Arabskie · O. Abdulrahman 52' | 1:1(0:1)Raport | Arabia Saudyjska · 24' Al-Jassim | Malab Muhammad ibn Zajid, Abu Zabi Widzów: 32 325 Sędzia: Nawaf Szukr Allah |
|                          |                                                   |                |                                  |                                                                             |